# M62 (天体)
座標:  17h 01m 12.60s, −30° 06′ 44.5″
M62 (NGC 6266) はへびつかい座にある球状星団。

## 概要
球状星団としては扁平率が高く、均整がとれていない。これは、天の川銀河の中心部から6,100光年と近くにあるため、その潮汐力が影響を及ぼしていると考えられている。
中心への星の密集度が高く、M15やM30、M70のように、これまでに星団の中心核が崩壊を起こしていた可能性がある。2003年のX線天文衛星チャンドラX線観測衛星の観測では中心部で多数のX線連星が発見された。これらのX線連星は球状星団の恒星が接近・衝突する現象で生じると考えられており、M62ではそのような現象が頻繁に起きているものと想定される。
双眼鏡では、まわりが急に薄くなっており、彗星のように見える。さそり座のM80と同じくらいである。口径20cmの望遠鏡でも見え方はあまり良くならない。口径30cmの望遠鏡では微星がボール状に集まっている様子は観測できるものの、中心部は星に分離できない。口径40cmの望遠鏡の高倍率で中心部も星に分解できる。

## 観測史
1771年6月7日にシャルル・メシエが発見したが、位置の測定は1779年6月4日に成されたため、カタログにはその日付で記載されている。メシエは「非常にきれいな星雲で、やや彗星に似る。中心部はよく輝く。微かな光の取り囲まれている」と記している。他のメシエ天体の球状星団と同様に、ウィリアム・ハーシェルによって初めて星の集まりとして分解して観測された。ハーシェルは「星に分解される。M3のミニチュアだ」と記している。ウィリアム・ヘンリー・スミスは「大きく綺麗な分解可能な星雲。中心部が輝く。微星は中心部で急に輝く」とした。1847年にはジョン・ハーシェルによって扁平率が高いことが記録されている。